# Germaine Mornard
Germaine Mornard, née le 27 mars 1955 à Montréal, est une poète, essayiste et enseignante québécoise.

## Biographie
Détentrice d'un baccalauréat et d'une maîtrise en création littéraire de l'Université du Québec à Montréal, Germaine Mornard enseigne la littérature au Collège Édouard-Montpetit.
Germaine Mornard publie plusieurs poèmes dans des revues littéraires spécialisées au Québec. Elle participe aussi au collectif Manifeste d'écrivaines pour le 21e siècle sous la direction de France Théoret ainsi qu'au collectif Dialogues dans l'espace-temps sous la direction de Marc Séguin, Benoît Villeneuve et Jean-François Poupart,,,.
En poésie, elle fait paraître Doigts d’ombre (Éditions du Noroît, 1995), Inclinations (Éditions du Noroît, 1999), Lumière des puys (Éditions du Noroît, 2002) ainsi que La fille orange (La Courte échelle, 2003),,.
Elle publie également deux livres d'artistes, soit Sein d'attrait (Éditions Cul Q, 1977) ainsi que Sensitive cirée (Éditions Cul Q, 1978).
Germaine Mornard est membre de l'Union des écrivaines et des écrivains québécois.

## Œuvres

### Livres d'artiste
- Sein d'attrait, Montréal, Editions Cul Q, 1977, 34 p.
- Sensitive cirée, Montréal, Editions Cul Q, 1978, 40 p.

### Poésie
- Doigts d'ombre, avec les gravures de Noëlline Proulx, Montréal, Éditions du Noroît, 1995, 76 p. (ISBN 2-89018-324-6)
- Inclinations, Montréal, Éditions du Noroît, 1999, 57 p. (ISBN 2-89018-430-7)
- Lumière des puys, Montréal, Éditions du Noroît, 2002, 69 p. (ISBN 2-89018-492-7)
- La fille orange, avec des eaux-fortes de Catherine Farish, Montréal, La Courte échelle, 2003, 35 p. (ISBN 2-89021-623-3 et 9782890216235)